# Zanjoneura pallida
Zanjoneura pallida är en insektsart som först beskrevs av Irena Dworakowska 1971.  Zanjoneura pallida ingår i släktet Zanjoneura och familjen dvärgstritar.
Artens utbredningsområde är Sudan. Inga underarter finns listade i Catalogue of Life.